# Boeing 737 Classic
O Boeing 737 Classic refere-se à série -300/-400/-500 do Boeing 737. É a segunda geração de derivados do 737, seguindo os modelos originais -100/-200, que começou a produção em 1966. Eles são aeronaves comerciais de linha aérea a jato, com alcançe de curto e médio e fuselagem estreita. Produzido pela Boeing Commercial Airplanes, de 1984 a 2000, o 737 Classic inclui três variantes e pode acomodar entre 145 e 188 passageiros. Melhorias em relação à geração anterior de aeronaves 737 incluíram os motores turbofan CFM International CFM56, atualização de aviônicos e aumento da capacidade de passageiros (nos modelos -300/-400).
O primeiro modelo da série Classic, o 737-300, entrou em serviço em 1984. Ele foi seguido por um modelo esticado, o 737-400, que entrou em serviço em 1988, seguido do modelo encurtado, o 737-500, a menor variante da série Classic, em 1990. No total, 1,988 aeronaves foram entregues. A série Classic foi apresentada como a nova geração do 737, mas, após a introdução do 737 Next Generation, em meados da década de 1990, foi oficialmente designado como o 737 da série Clássica.

## Desenvolvimento e design

### Histórico
Após o sucesso do Boeing 737-200 Advanced, a Boeing queria aumentar a capacidade e o alcance, incorporando melhorias para atualizar o avião às especificações modernas, ao mesmo tempo em que mantinha a semelhança com as variantes anteriores do 737. O desenvolvimento começou em 1979 e, em 1980, as especificações preliminares da aeronave foram lançadas no Show Aéreo Internacional de Farnborough. A nova série tinha em destaque os motores turbofan CFM56, gerando significativos ganhos em economia de combustível e redução de ruído, mas também representava um desafio de engenharia, dada a baixa distância em relação ao solo do 737 - um traço de sua fuselagem derivada do Boeing 707. A Boeing e a fornecedora de motores CFM International resolveram o problema colocando o motor à frente (ao invés de abaixo) da asa, e movendo os acessórios do motor para os lados (ao invés de colocá-los na parte inferior) da carcaça do motor, dando ao 737 um distintivo duto de admissão não circular.

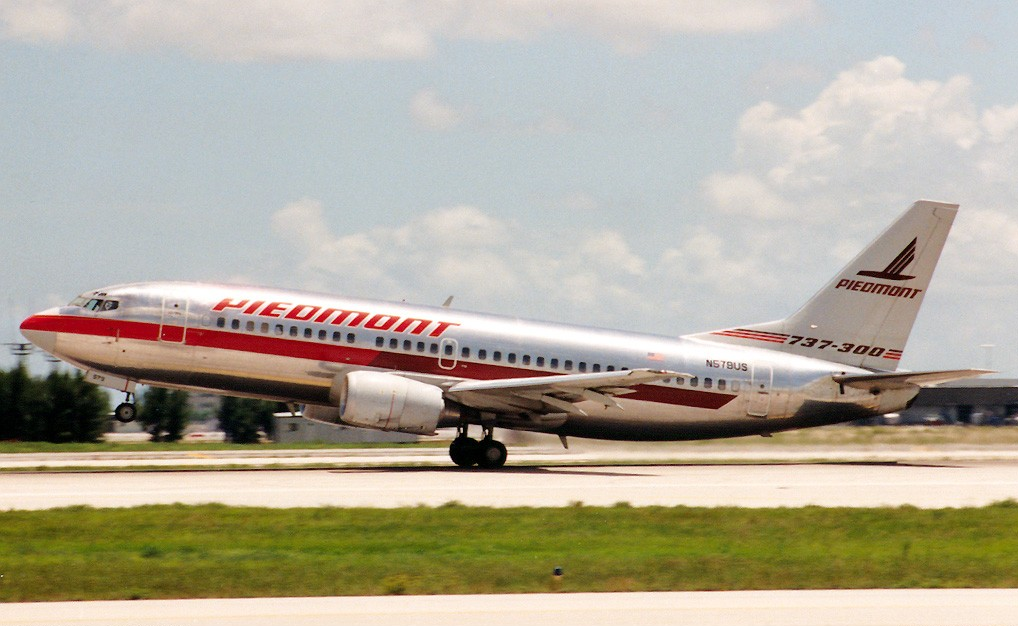
Um 737-300 operado pela Piedmont Airlines, um dos primeiros clientes da aeronave: A aeronave apresenta marcações especiais, identificando seu modelo.

A asa incorporou uma série de mudanças para melhorar a aerodinâmica. A ponta da asa foi estendida em 9 polegadas (23 cm). Os slats e flaps foram ajustados. A cabine de comando foi melhorada com um sistema opcional de instrumentos de voo eletrônicos e a cabine de passageiros incorporou melhorias semelhantes àquelas do Boeing 757.

### Desenvolvimento do modelo
Em Março de 1981, a USAir e Southwest Airlines ordenaram um pedido de 10 aeronaves para cada uma, do modelo 737-300, com uma opção para mais 20. A aeronave em questão, o modelo inicial do 737 da série Classic, voou pela primeira vez em fevereiro de 1984 e entrou em serviço em dezembro do mesmo ano pela Southwest Airlines. Um modelo mais esticado, o 737-400, foi lançado, com uma encomenda de 25 aeronaves com previsão para mais 30 pela Piedmont Airlines, em junho de 1986. A aeronave voou pela primeira vez em fevereiro de 1988 e entrou em serviço no final desse ano, pela Piedmont Airlines. O modelo final da série, o 737-500, foi lançado com uma encomenda de 30 aviões pela Southwest Airlines, em maio de 1987. A aeronave, que foi projetada como uma substituta para o 737-200, com mesma capacidade de passageiros e dimensões, bem como o maior alcance de qualquer membro da família 737 Classic, voou pela primeira vez em junho de 1989 e entrou em serviço pela Southwest Airlines, em 1990.

### Motores

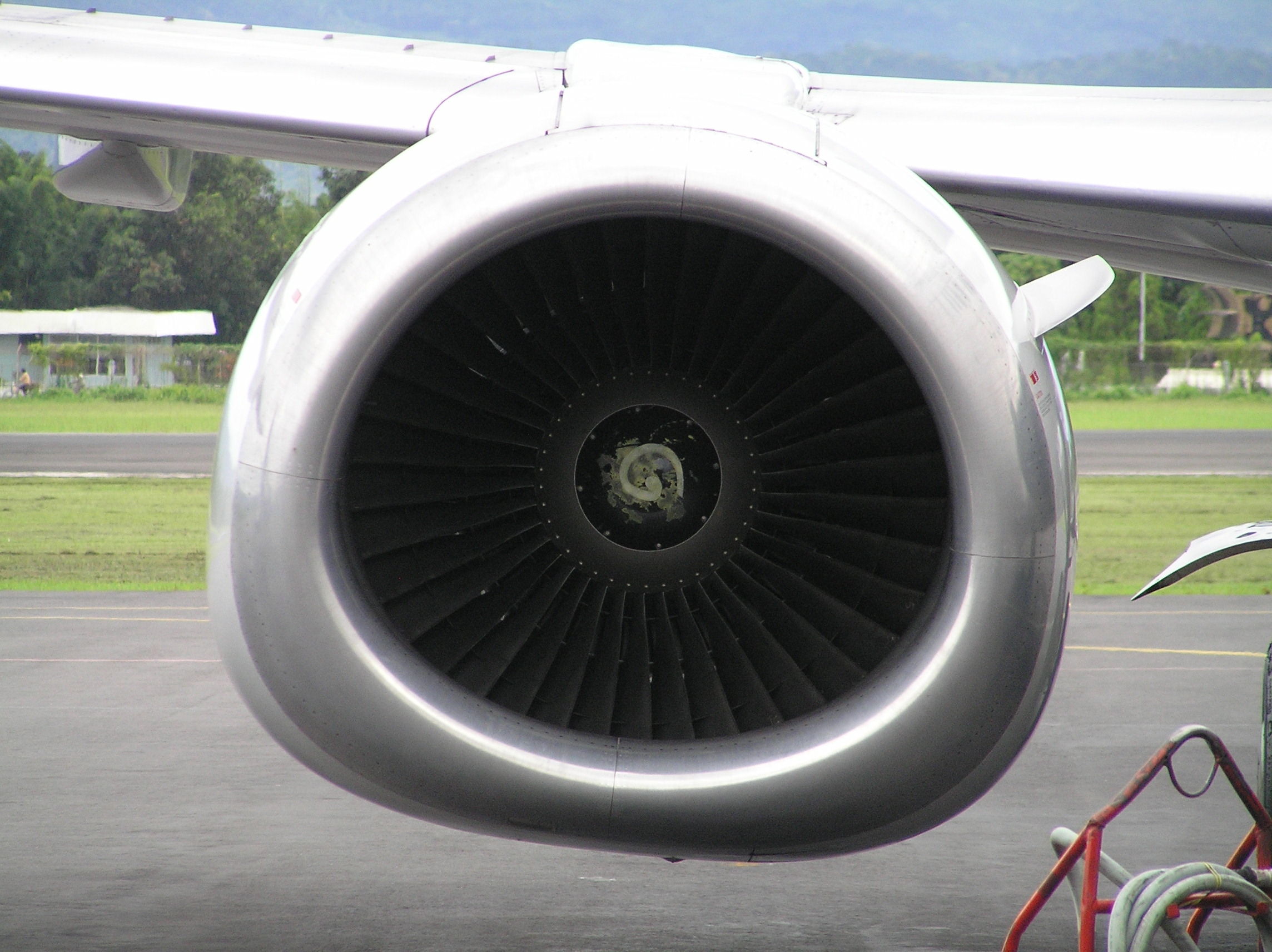
Duto de indução de um motor CFM56-3 em um Boeing 737-400, mostrando o design não circular

A Boeing selecionou exclusivamente o CFM56-3 para motorizar a variante 737-300. As asas do 737 estavam mais perto do solo do que era de costume para o CFM56, necessitando várias modificações no motor. O diâmetro do fan foi reduzido, o que reduziu a razão de diluição, e a caixa de acessórios do motor foi movida da parte inferior do motor (posição de 6 horas) para a posição de 9 horas, dando à nacele do motor seu fundo achatado distintivo, que muitas vezes é chamado de "bochechas de hamster". O empuxo também foi reduzido, de 24,000 para 20,000 lbf (107 to 89 kN), principalmente devido a uma redução na razão de diluição.

### Outros desenvolvimentos
Durante a década de 1980, a série 737 Classic atraiu grandes encomendas de companhias aéreas nos Estados Unidos e na Europa, com ordens totais superiores aos modelos precedentes do 737. De longe, o modelo mais bem sucedido foi o 737-300, com entregas totalizando 1,113 aeronaves (o 737-400 e -500 alcançaram 486 e 389 entregas, respectivamente). Os principais operadores incluíram empresas norte americanas de linha aérea, pequenas empresas nacionais e empresas de transportes fretados.
Na década de 1990, quando a United Airlines, cliente regular da Boeing, comprou o Airbus A320, a Boeing foi levada a atualizar seu 737-400, o mais lento e de curto alcance, para o 737NG-800, uma aeronave atualizada, com novas asas, mais eficiente e mais longo. A produção do 737 Classic continuou a par com a série Next Generation por um período de tempo; o primeiro 737-700 foi produzido em dezembro de 1996; o último 737 Classic foi produzido em fevereiro de 2000.

## Variantes

### 737-300

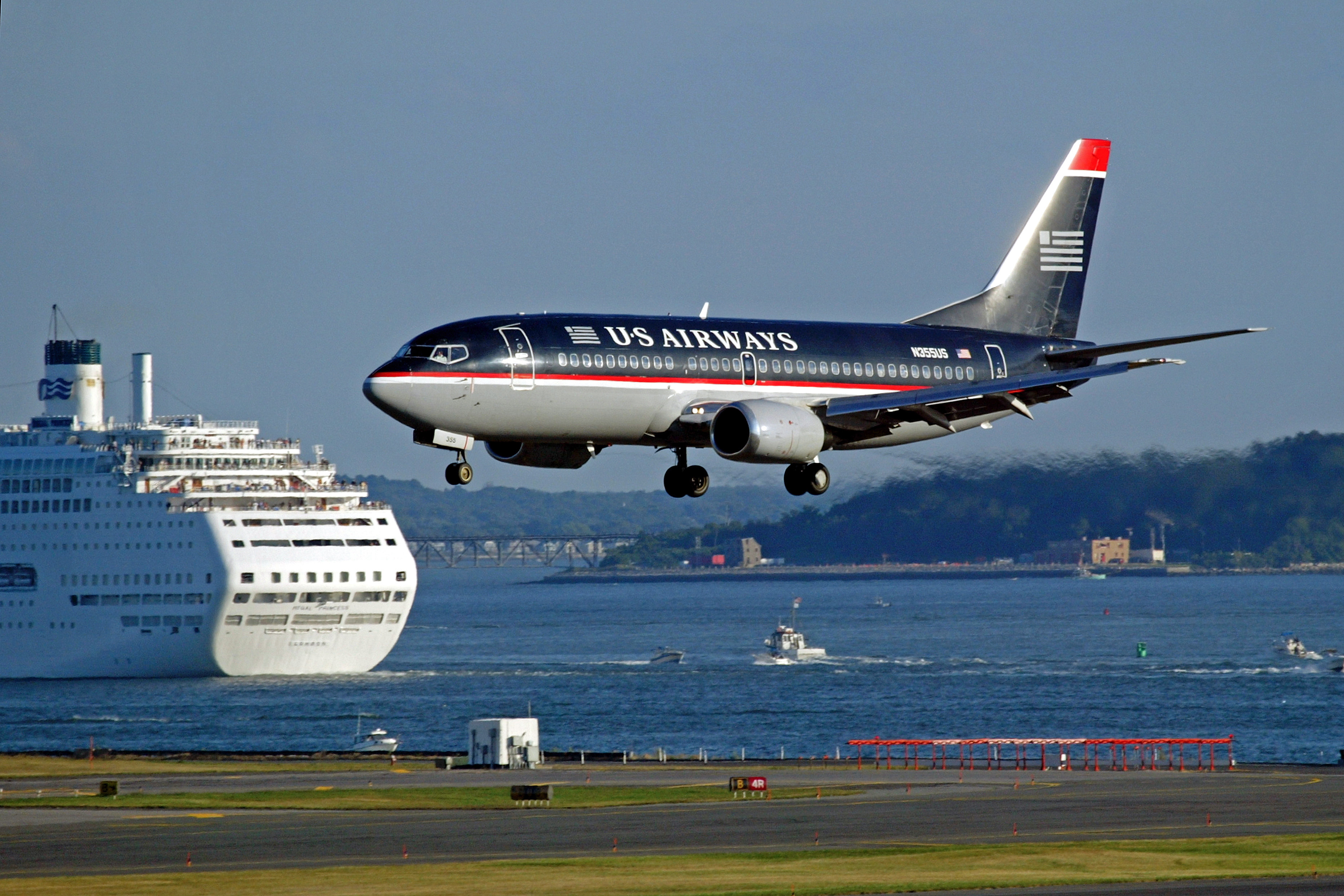
737-300 da US Airways

O protótipo do -300 saiu da fábrica de Renton pela primeira vez em 17 de janeiro de 1984, e voou pela primeira vez em 24 de fevereiro de 1984. Depois de ter recebido sua certificação em 14 de novembro de 1984, a USAir recebeu a primeira aeronave em 28 de novembro. Como uma aeronave muito popular, a Boeing recebeu 252 ordens de compra em 1985 e mais de 1.000 longo de toda a sua produção. A série 300 permaneceu em produção até 1999, quando a última aeronave foi entregue à Air New Zealand em 17 de dezembro de 1999, de matrícula ZK-NGJ. Até então, 1,113 Boeing 737-300s foram produzidos em um período de mais de 15 anos.
Em dezembro de 2008, a Southwest Airlines escolheu a Boeing para adaptar o 737-300 com um novo conjunto de instrumentos, de hardware e de software, para melhorar a semelhança com o 737-700, bem como para apoiar a iniciativa Required Navigation Performance, mas essa ordem mais tarde foi cancelada e as reformas nunca ocorreram.
O 737-300 pode ser adaptado com winglets pela Aviation Partners. O 737-300 adaptado com winglets é designado a -300SP (Special Performance). Aeronaves usadas da série -300 também foram convertidas para versões cargueiras.
O 737-300 foi substituído pelo 737-700 na família Boeing 737 Next Generation.
Esta versão foi largamente utilizada no Brasil por diversas empresas como BRA, Flex, Gol, Nordeste, OceanAir, Puma, Rico, Rio-Sul, Transbrasil, Varig, VASP e Webjet. Já na versão cargueira, atualmente é utilizada pela Modern e Sideral. A Sideral também utiliza atualmente uma unidade da versão de passageiros em fretamentos.

### 737-400

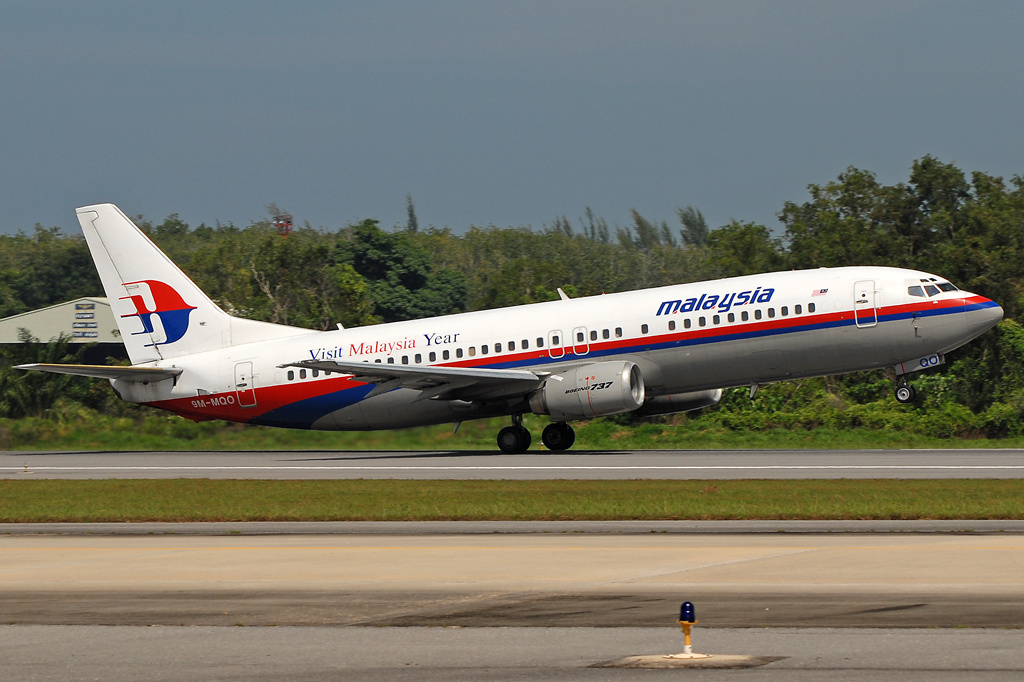
737-400 da Malaysia Airlines

O projeto do 737-400 foi lançado em 1985 para preencher a lacuna entre o 737-300 e o 757-200, e competiu com o Airbus A320 e McDonnell Douglas MD-80. Ele esticou o 737-300 em 10 pés (3.45 m) para transportar até 188 passageiros. É incluído um para-choque na cauda para evitar arranhões na cauda durante a descolagem (um problema já conhecido no 757), e um reforço na longarina da asa. O protótipo saiu da fábrica em 26 de janeiro de 1988 e voou pela primeira vez em 19 de fevereiro de 1988.
A aeronave entrou em serviço em 15 de setembro de 1988, com o lançamento do cliente Piedmont Airlines (25 aviões encomendados).
737-400F não foi um modelo entregue pela Boeing, mas um 737-400 convertido para cargueiro. O Boeing 737-400 nunca incluiu winglets como uma opção, assim como o Boeing 737-600. A Alaska Airlines foi a primeira a converter uma de suas aeronaves da série 400s de serviço regular para uma aeronave com capacidade de processar 10 paletes. A companhia aérea também converteu mais cinco aeronaves em metade para passageiros e metade para carga. Estes 737-400 Combi atualmente estão em serviço.
O última Boeing 737-400, que era conhecido como o último da série Clássica do Boeing 737, OK-FGS, MSN 28478, L/N 3132) foi entregue a CSA Czech Airlines em 20 de fevereiro de 2000.
No Brasil, a primeira unidade foi recebida em 1989 pela Transbrasil. Também foi operado no Brasil pela BRA, Colt Cargo, Connect Cargo, Nacional, Rio, Varig, Varig Log e VASP. Atualmente é usado na versão cargueira pela Azul Cargo, Modern e Sideral.
O 737-400 foi substituído pelo 737-800 na família Boeing 737 Next Generation.

### 737-500

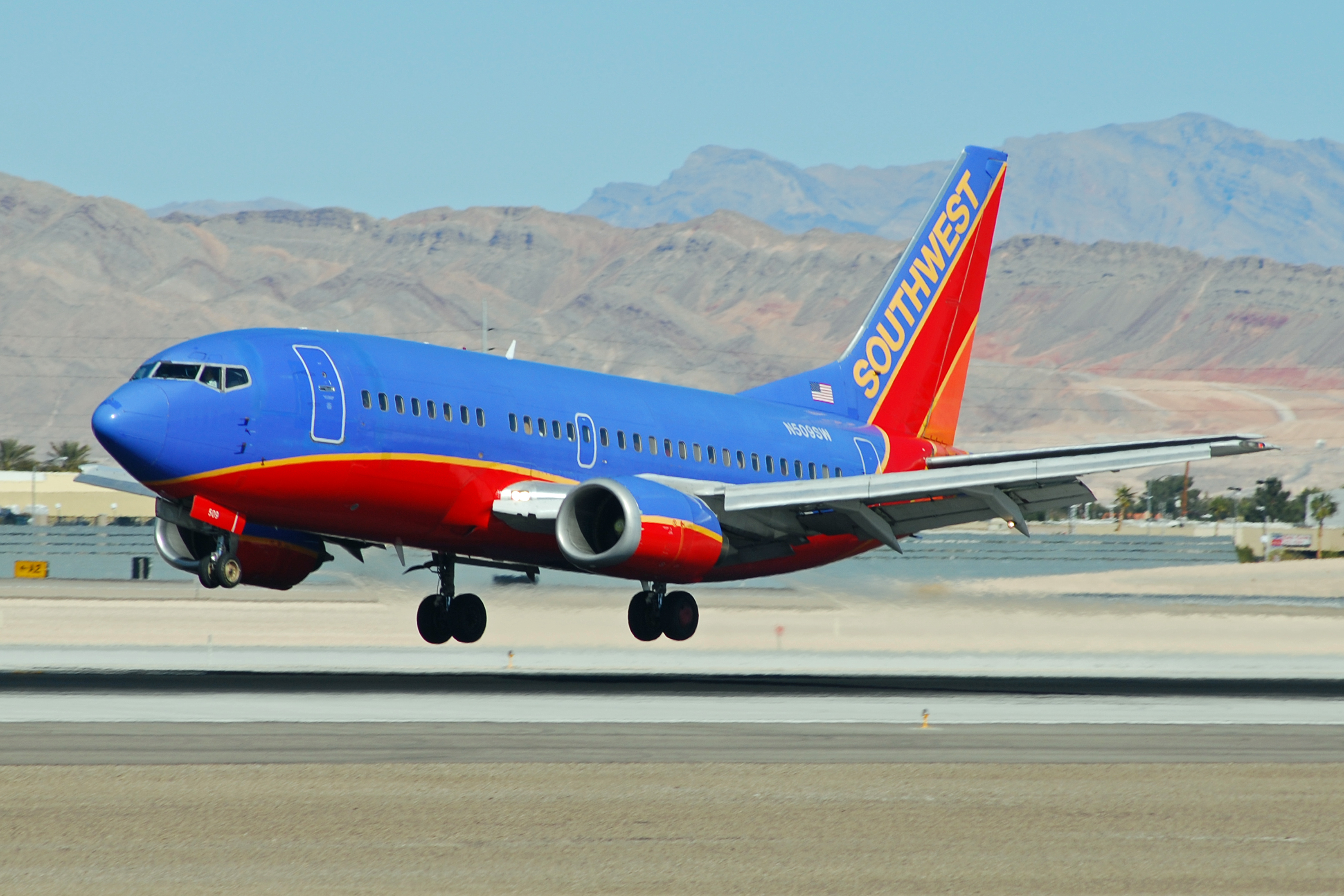
737-500 da Southwest Airlines

A série -500 foi oferecida devido à demanda de clientes como uma substituição moderna e direta dos 737-200, incorporando as melhorias da série 737 Classic em um modelo que permitiu rotas mais longas, mas com menos passageiros, para ser mais econômico do que o 737-300. O comprimento da fuselagem do -500 é 47 centímetros maior do que a do boeing 737-200, com capacidade para 140 passageiros. Cabines de voo eletrônicas e analógicas eram disponíveis. Usando o motor CFM56-3 também deu um aumento de 25% na eficiência de combustível em relação aos motores mais antigos P&W da série -200.
O 737-500 foi lançado em 1987 pela Southwest Airlines, com uma encomenda de 20 aviões, e voou pela primeira vez em 30 de junho de 1989. Um único protótipo voou 375 horas para o processo de certificação e em 28 de fevereiro de 1990 a Southwest Airlines recebeu a primeira entrega. O 737-500 tornou-se um favorito de algumas empresas russas, como a Nordavia, a Rossiya Airlines, a S7 Airlines, a Sky Express, a Transaero, a UTair e a Yamal Airlines, todas comprando modelos de segunda mão dessa aeronave para substituir as aeronaves envelhecidas de construção Soviética e/ou para expandir as suas frotas. A Aerolíneas Argentinas substituiu seus 737-200 com aeronaves 737-500 de segunda mão. O 737-500 é agora substituído pelo 737-600 da família Boeing 737 Next Generation. No entanto, ao contrário do 737-500, o 737-600 não tem sido um produto bem procurado da Boeing. Desde a sua introdução, apenas 69 aeronaves foram entregues.
A aposentadoria de todos os modelos 737 Classic acelerou, com a aposentadoria dos 300s e -500s subindo 40% em 2012, o 737-500 se saiu pior por causa de seu tamanho menor. Aeronaves com mais de 21 anos de idade estão sendo aposentadas (sendo que os 737-300 se aposentam com, no mínimo, 24 anos de idade). Enquanto alguns 737-300s estão programados para a  conversão em cargueiro, nenhuma procura existe por um -500 convertido em cargueiro. Em 5 de setembro de 2016, a Southwest Airlines efetuou o último voo comercial com o 737-500, o Voo 377, de El Paso para Dallas.
No Brasil foi operado pela Rio-Sul, Nordeste e Varig, tendo a primeira unidade sendo recebida em 1992. Atualmente duas unidades (uma com winglets) são utilizadas pela Sideral em fretamentos de times de futebol.

## Operadores

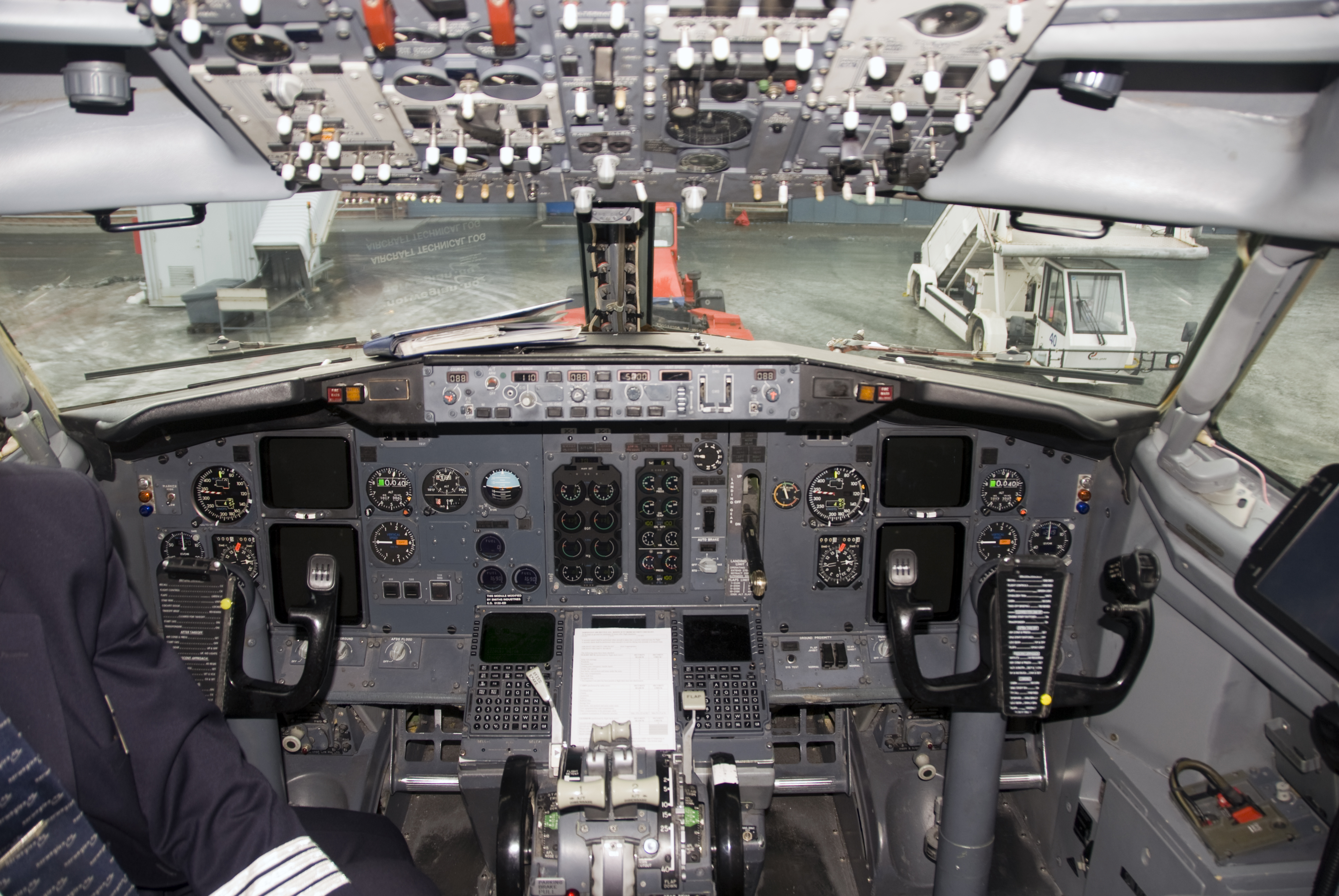
Cabine de comandos de um 737-300

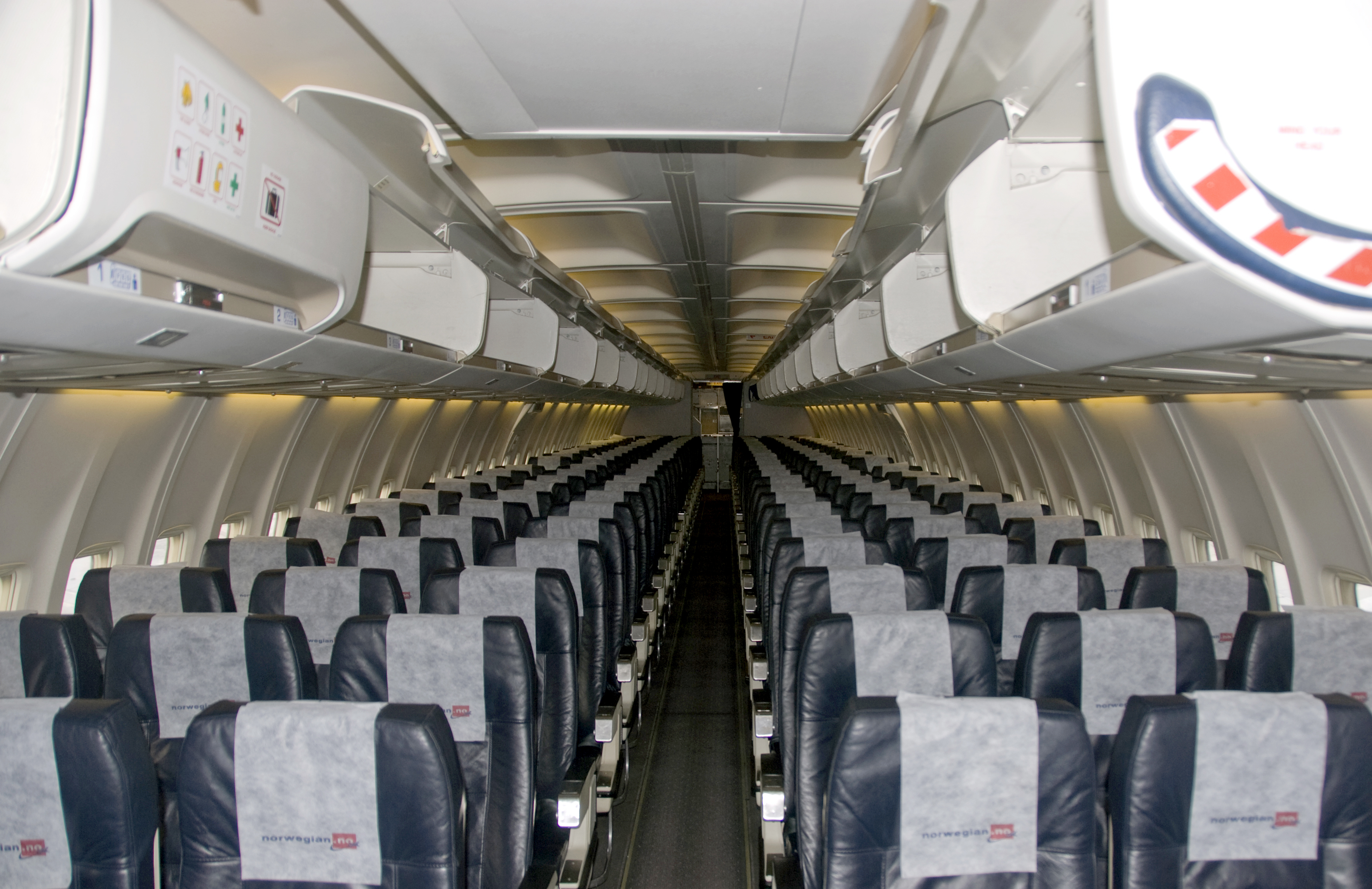
Cabine de passageiros econômica de um 737-300

### Civil
Em julho de 2017, 823 Boeing 737 Classic estavam em serviço comercial. Isso inclui 397 -300s, 265 -400s, e 161 -500s.

### Militar
Muitos países operam as variantes do 737 de passageiros e de carga no governo ou em aplicações militares.
- Brasil, Chile, Colômbia, Índia (Indian Air Force), Indonésia, Kuwait, México, Níger, Peru, Filipinas (Philippine Air Force), Coreia do Sul, República da China em Taiwan (ROC Air Force One), Tailândia (Royal Thai Air Force), emirados Árabes Unidos, Venezuela.
- O Exército popular de Libertação da Força Aérea (PLAAF) da República popular da China opera um 737-300 (matrícula B-4052) como posto de comando aéreo.

### Entregas
| Tipo    | Total | 2000 | 1999 | 1998 | 1997 | 1996 | 1995 | 1994 | 1993 | 1992 | 1991 | 1990 | 1989 | 1988 | 1987 | 1986 | 1985 | 1984 |
| ------- | ----- | ---- | ---- | ---- | ---- | ---- | ---- | ---- | ---- | ---- | ---- | ---- | ---- | ---- | ---- | ---- | ---- | ---- |
| 737-300 | 1113  | 29   | 52   | 65   | 37   | 52   | 54   | 54   | 57   | 69   | 67   | 89   | 141  | 137  | 120  | 83   | 7    |      |
| 737-400 | 486   | 2    | 9    | 33   | 33   | 21   | 13   | 32   | 68   | 82   | 56   | 63   | 57   | 17   | 15\| |      |      |      |
| 737-500 | 389   | 4    | 31   | 34   | 18   | 24   | 35   | 30   | 79   | 90   | 44   |      |      |      |      |      |      |      |
| Total   | 1988  | 2    | 42   | 116  | 132  | 76   | 89   | 121  | 152  | 218  | 215  | 174  | 146  | 158  | 137  | 120  | 83   | 7    |

- Fonte: Boeing[17]

## Aeronaves em exposição
- N759BA, um 737-300 ex-China Southern Airlines, anteriormente registado como B-2921, está em exibição no Pima Air & Space Museum , em Tucson, Arizona.[18][19]
- N300SW, o primeiro 737-300 entregue a Southwest Airlines, em novembro de 1984, é apresentado no Frontiers of Flight Museum, no Aeroporto de Dallas Love Field, em Dallas, Texas.[20]
- G-DOCB, um 737-400 ex-British Airways, está em exibição na Universidade de Cranfield, no Reino Unido.[21]

## Acidentes e incidentes
Até dezembro de 2017, 62 aeronaves da série Boeing 737 Classic tiveram acidentes com perda total, com um total de 1,176 mortes. Uma análise da Boeing sobre acidentes envolvendo aeronaves de transporte comercial no período de 1959 a 2013 mostrou que a série Classic teve uma taxa de perda total de 0,54 por milhões de decolagem, contra a taxa de 0,27 para a série Next Generation e 1,75 para a série original.

## Especificações

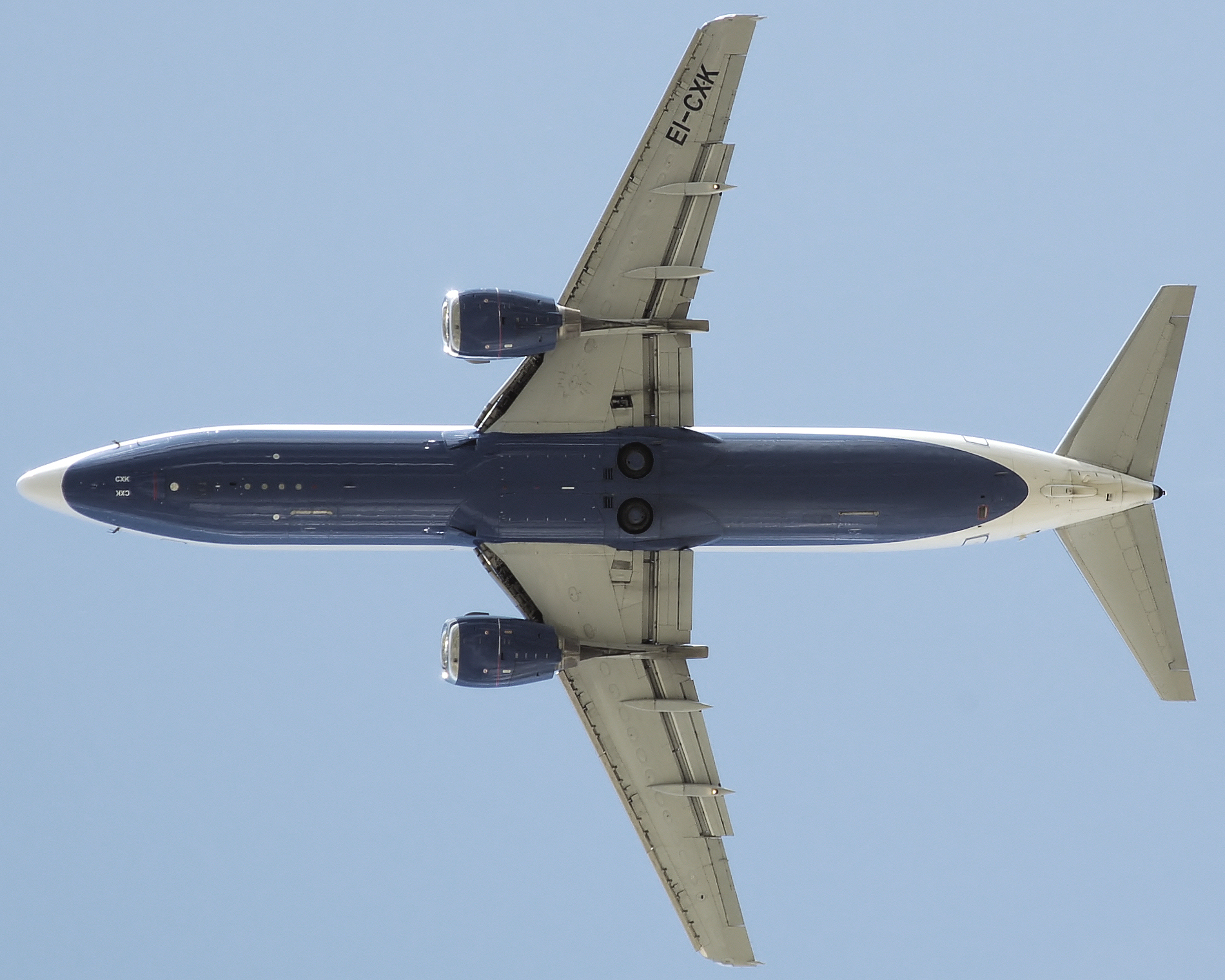
737-400 da Transaero na decolagem

| Variante                        | 737-300                                                                                        | 737-400                                                                                        | 737-500                                                                                        |
| ------------------------------- | ---------------------------------------------------------------------------------------------- | ---------------------------------------------------------------------------------------------- | ---------------------------------------------------------------------------------------------- |
| Tripulação da cabine de comando | Dois                                                                                           | Dois                                                                                           | Dois                                                                                           |
| 2ª Classe                       | 126 (8F@36" 118Y@32")                                                                          | 147 (10F@36" 137Y@32")                                                                         | 110 (8F@36" 102Y@32")                                                                          |
| 1ª Classe                       | 140@32" - 149@30"                                                                              | 159@32" - 168@30"                                                                              | 122@32" - 132@30"                                                                              |
| Limite de saída                 | 149                                                                                            | 188                                                                                            | 145                                                                                            |
| Largura do assento              | fileira com 6 : 17in / 43.2 cm, fileira com 5 : 19in / 48.3 cm, fileira com 4 : 21in / 53.3 cm | fileira com 6 : 17in / 43.2 cm, fileira com 5 : 19in / 48.3 cm, fileira com 4 : 21in / 53.3 cm | fileira com 6 : 17in / 43.2 cm, fileira com 5 : 19in / 48.3 cm, fileira com 4 : 21in / 53.3 cm |
| Comprimento total               | 109 ft 7 in / 33.4 m                                                                           | 119 ft 7 in / 36.4 m                                                                           | 101 ft 9 in / 31 m                                                                             |
| Asa                             | envergadura 94 ft 9 in / 28.9 m, área 91.04 m2 (980 sq ft), enflechamento 25°, AR 9.17         | envergadura 94 ft 9 in / 28.9 m, área 91.04 m2 (980 sq ft), enflechamento 25°, AR 9.17         | envergadura 94 ft 9 in / 28.9 m, área 91.04 m2 (980 sq ft), enflechamento 25°, AR 9.17         |
| Altura                          | 36 ft 6 in / 11.1 m, Cabine: 84.2in / 213.9 cm                                                 | 36 ft 6 in / 11.1 m, Cabine: 84.2in / 213.9 cm                                                 | 36 ft 6 in / 11.1 m, Cabine: 84.2in / 213.9 cm                                                 |
| Largura da fuselagem            | 3.76 m (12 ft 4 in)                                                                            | 3.76 m (12 ft 4 in)                                                                            | 3.76 m (12 ft 4 in)                                                                            |
| Peso máximo de decolagem        | 138,500 lb / 62,820 kg                                                                         | 150,000 lb / 68,040 kg                                                                         | 133,500 lb / 60,550 kg                                                                         |
| Peso máximo de pouso            | 116,600 lb / 52,880 kg                                                                         | 124,000 lb / 56,240 kg                                                                         | 110,000 lb / 49,890 kg                                                                         |
| Peso máximo zero combustível    | 109,600 lb / 49,710 kg                                                                         | 117,000 lb / 53,070 kg                                                                         | 103,000 lb / 46,720 kg                                                                         |
| Peso básico operacional         | 72,360 lb / 32,820 kg                                                                          | 76,760 lb / 34,820 kg                                                                          | 70,440 lb / 31,950 kg                                                                          |
| Capacidade de combustível       | 5,311USgal / 20,100L                                                                           | 5,311USgal / 20,100L                                                                           | 5,311USgal / 20,100L                                                                           |
| Capacidade de carga             | 1,068 ft³ / 30.2m³                                                                             | 1,373 ft³ / 38.9m³                                                                             | 882 ft³ / 23.3m³                                                                               |
| Decolagem                       | 6,365 ft / 1,940m                                                                              | 8,333 ft / 2,540m                                                                              | 6,004 ft / 1,830m                                                                              |
| Teto de serviço                 | 37,000 pé (11 m)                                                                               | 37,000 pé (11 m)                                                                               | 37,000 pé (11 m)                                                                               |
| Velocidade                      | MMO: Mach 0.82 (472.784 kn; 875.60 km/h), cruise: Mach 0.745 (429.5415 kn; 795.511 km/h)       | MMO: Mach 0.82 (472.784 kn; 875.60 km/h), cruise: Mach 0.745 (429.5415 kn; 795.511 km/h)       | MMO: Mach 0.82 (472.784 kn; 875.60 km/h), cruise: Mach 0.745 (429.5415 kn; 795.511 km/h)       |
| Alcance                         | 2,255 nmi (4,176 km)                                                                           | 2,060 nmi (3,815 km)                                                                           | 2,375 nmi (4,399 km)                                                                           |
| Motor x2                        | CFM International CFM56-3C-1                                                                   | CFM International CFM56-3C-1                                                                   | CFM International CFM56-3C-1                                                                   |
| Empuxo de decolagem x2          | 22,000 lbf (0,09 786 kN)                                                                       | 23,500 lbf (0,10 453 kN)                                                                       | 20,000 lbf (0,08 896 kN)                                                                       |
| Tipo ICAO                       | B733                                                                                           | B734                                                                                           | B735                                                                                           |